# Gravity Grave
| Recensione | Giudizio |
| ---------- | -------- |
| AllMusic   |          |

Gravity Grave è un singolo del gruppo musicale britannico The Verve, pubblicato il 5 ottobre 1992 come secondo estratto dall'EP The Verve E.P.

## Tracce
Testi e musiche di The Verve.
1. Gravity Grave (edit) – 4:27
2. A Man Called Sun – 5:42
3. She's a Superstar (edit) – 5:03
4. Endless Life – 5:31
5. Feel – 10:41

## Formazione

### Gruppo
- Richard Ashcroft – voce, chitarra
- Nick McCabe – chitarra
- Simon Jones – basso
- Peter Salisbury – batteria

### Produzione
- Barry Clempson – produzione, missaggio
- Paul Schroeder – produzione, missaggio (A Man Called Sun)
- Tony Harris – missaggio